# Tour de France 1907
Il Tour de France 1907, quinta edizione della Grande Boucle, si svolse in quattordici tappe tra l'8 luglio e il 4 agosto 1907, per un percorso totale di 4 488 km. Fu vinto per la prima volta dal francese Lucien Petit-Breton (peraltro al primo podio nel Tour dopo averlo sfiorato nelle due edizioni precedenti) con 47 punti, davanti ai connazionali Gustave Garrigou (al primo podio nel Tour in qualità di secondo classificato) ed Émile Georget (per la prima volta sul podio di Parigi come terzo classificato). Per la quinta volta, su cinque Tour organizzati, a prevalere fu un corridore francese diverso dai connazionali vincitori delle edizioni precedenti. Fino a quel momento soltanto il belga Aloïs Catteau, nell'edizione del 1904, era stato il corridore di nazionalità non francese a salire sul podio di Parigi.

## Tappe
| Tappa  | Data      | Percorso           | km    | Vincitore di tappa  | Leader cl. generale |
| ------ | --------- | ------------------ | ----- | ------------------- | ------------------- |
| 1ª     | 8 luglio  | Parigi > Roubaix   | 272   | Louis Trousselier   | Louis Trousselier   |
| 2ª     | 10 luglio | Roubaix > Metz     | 398   | Émile Georget       | Louis Trousselier   |
| 3ª     | 12 luglio | Metz > Belfort     | 259   | Émile Georget       | Émile Georget       |
| 4ª     | 14 luglio | Belfort > Lione    | 309   | Marcel Cadolle      | Émile Georget       |
| 5ª     | 16 luglio | Lione > Grenoble   | 311   | Émile Georget       | Émile Georget       |
| 6ª     | 18 luglio | Grenoble > Nizza   | 345   | Georges Passerieu   | Émile Georget       |
| 7ª     | 20 luglio | Nizza > Nîmes      | 345   | Émile Georget       | Émile Georget       |
| 8ª     | 22 luglio | Nîmes > Tolosa     | 303   | Émile Georget       | Émile Georget       |
| 9ª     | 24 luglio | Tolosa > Bayonne   | 299   | Lucien Petit-Breton | Émile Georget       |
| 10ª    | 26 luglio | Bayonne > Bordeaux | 269   | Gustave Garrigou    | Lucien Petit-Breton |
| 11ª    | 28 luglio | Bordeaux > Nantes  | 391   | Lucien Petit-Breton | Lucien Petit-Breton |
| 12ª    | 30 luglio | Nantes > Brest     | 321   | Gustave Garrigou    | Lucien Petit-Breton |
| 13ª    | 1º agosto | Brest > Caen       | 415   | Émile Georget       | Lucien Petit-Breton |
| 14ª    | 4 agosto  | Caen > Parigi      | 251   | Georges Passerieu   | Lucien Petit-Breton |
| Totale | Totale    | Totale             | 4 448 |                     |                     |

## Resoconto degli eventi
Partenza e arrivo furono ancora entrambi a Parigi, la partenza dal Pont Bineau e l'arrivo al Parco dei Principi. Per la seconda volta il percorso del Tour affrontava uno sconfinamento, ancora verso Metz, sede di arrivo della seconda tappa, oggi appartenente alla Francia, ma che all'epoca faceva parte della Germania dopo la guerra franco-prussiana del 1870.
La classifica generale era ancora una volta a punti e non a tempi.
Il suicidio del vincitore della precedente edizione, René Pottier, lasciò questa edizione senza un favorito. Émile Georget vincendo cinque delle prime otto tappe, sembrava poter dominare la corsa ma il 26 luglio, alla vigilia della decima tappa; fu penalizzato di 50 punti dalla giuria in quanto, nella tappa precedente, aveva cambiato bicicletta, cosa vietata dal regolamento che impediva qualsiasi tipo di assistenza ai ciclisti durante la tappa. La squadra "Alcyon" aveva minacciato il ritiro se il ciclista appartenente alla Peugeot non fosse stato punito. Nonostante questa penalizzazione, la Peugeot piazzò cinque suoi ciclisti ai primi cinque posti della classifica generale.
Georget cedette così la testa della classifica al suo compagno di squadra Lucien Petit-Breton, che restò leader fino all'arrivo di Parigi, per un totale di cinque tappe sulle quattordici totali.
Lucien Petit-Breton – pseudonimo di Lucien Georges Mazan – si ripeterà l'anno seguente, diventando il primo corridore in assoluto a vincere due edizioni della Grande Boucle, e il primo a vincere due edizioni consecutive.
Al Tour de France 1907, parteciparono 93 corridori e 33 giunsero a Parigi. Émile Georget fu il corridore che vinse il maggior numero di tappe, sei sulle quattordici previste, il vincitore Lucien Petit-Breton, Georges Passerieu, Gustave Garrigou vinsero due tappe, mentre Louis Trousselier e Marcel Cadolle vinsero una tappa ciascuno.

## Classifiche finali

### Classifica generale
| Pos. | Corridore           | Squadra      | Punti |
| ---- | ------------------- | ------------ | ----- |
| 1    | Lucien Petit-Breton | Indipendente | 47    |
| 2    | Gustave Garrigou    | Indipendente | 66    |
| 3    | Émile Georget       | Indipendente | 74    |
| 4    | Georges Passerieu   | Indipendente | 85    |
| 5    | François Beaugendre | Indipendente | 123   |
| 6    | Eberardo Pavesi     | Indipendente | 150   |
| 7    | François Faber      | Indipendente | 156   |
| 8    | Augustin Ringeval   | Indipendente | 184   |
| 9    | Aloïs Catteau       | Indipendente | 196   |
| 10   | Ferdinand Payan     | Indipendente | 227   |